# دوغ بيردن
دوغ بيردن (بالإنجليزية: Doug Burden)‏ هو مجدف أمريكي، ولد في 29 يوليو 1965 في روتلاند في الولايات المتحدة.

## وصلات خارجية
- دوغ بيردن على موقع الاتحاد الدولي للتجديف (الإنجليزية)
- دوغ بيردن على موقع اللجنة الأولمبية الدولية (الإنجليزية)
- دوغ بيردن على موقع أوليمبيديا (الإنجليزية)